# Blancoa canescens
Blancoa es un género monotípico de plantas fanerógamas de la familia Haemodoraceae. Su única especie, Blancoa canescens Lindl., Sketch Veg. Swan R.: 45 (1839), es endémica del suroeste de Australia Occidental, generalmente conocida como campana de invierno. Fue nombrada así en honor a Francisco Manuel Blanco, un fraile español y botánico quién compiló la primera flora comprensible de las Filipinas.

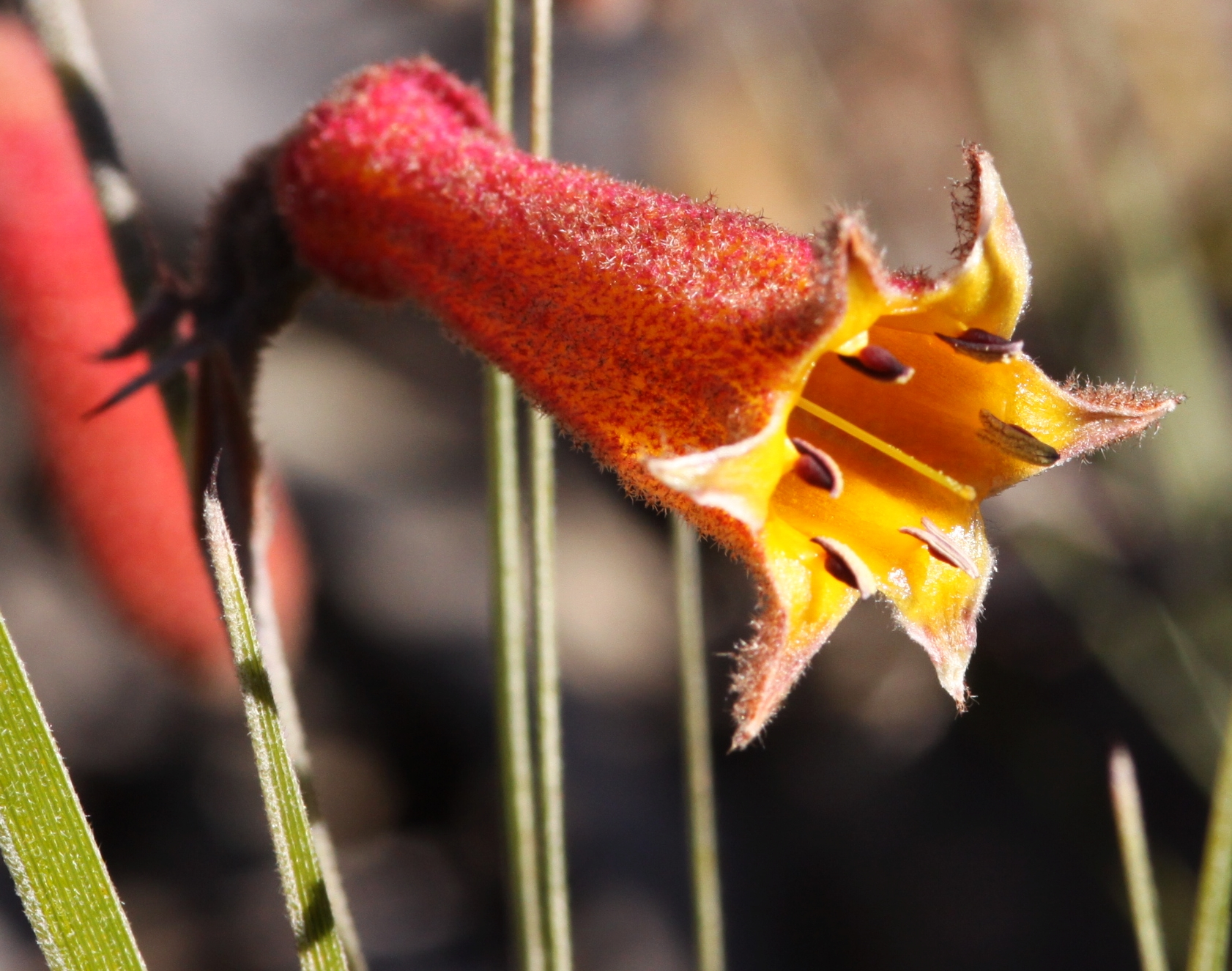
Detalle de la flor

## Descripción
Es una planta rizomatosa, cespitosa, hierbas perennes que alcanzan los 0.1-0.4 m de altura. Las inflorescencias son de color rojo a rosa.
Sus hojas forman mechones lineales de 25 cm de largo por 0.5 cm de ancho, con márgenes enteros y prominentes venas paralelas, cubiertas de pelos sedosos cuando la planta es joven.
Florece entre mayo y septiembre, en temporada húmeda. El exterior de las flores tubulares está cubierto de finos pelos de color rojo oxidado, mientras que el interior no tiene pelos.
Hay un nectario en la base del tubo que proporciona abundante néctar, y las flores son polinizadas por pájaros. Los polinizadores principales son el cantando honeyeater (Gavicalis virescens) y el rojos wattlebird (Anthochaera carunculata), a pesar las abejas y otros pájaros también pueden visitarla: las aves más grandes se paran en el suelo, alcanzando las flores para beber néctar, mientras que las aves más pequeñas se cuelgan del pedicelo, con la cabeza y el pico cubierto de polen. Después de la polinización, las flores se desvanecen y marchitan, no obstante, permanecen en su lugar mientras las frutas se desarrollan en su interior.

## Taxonomía
Blancoa canescens fue descrito por  John Lindley y publicado en Edwards's Botanical Register 45. 1839.
Etimología
Blancoa: nombre genérico que fue otorgado por Blume en honor del botánico español Francisco Manuel Blanco.
canescens: epíteto latíno que significa "gris, canoso"
Sinonimia
- Conostylis canescens (Lindl.) F.Muell., Fragm. 8: 19 (1872).[8]

## Distribución y hábitat
La campana de invierno es endémica de la franja costera del suroeste de Australia Occidental, donde se encuentra en laComarca de Irwin, la Comarca de Gingin y áreas adyacentes en la provincia botánica del suroeste. Crece en arena profunda en el bosque de Banksia  y en kwongan, una comunidad abierta de matorrales. Esta región tiene un clima de tipo mediterráneo con inviernos fríos y húmedos y veranos secos y calientes.